# Vanadio

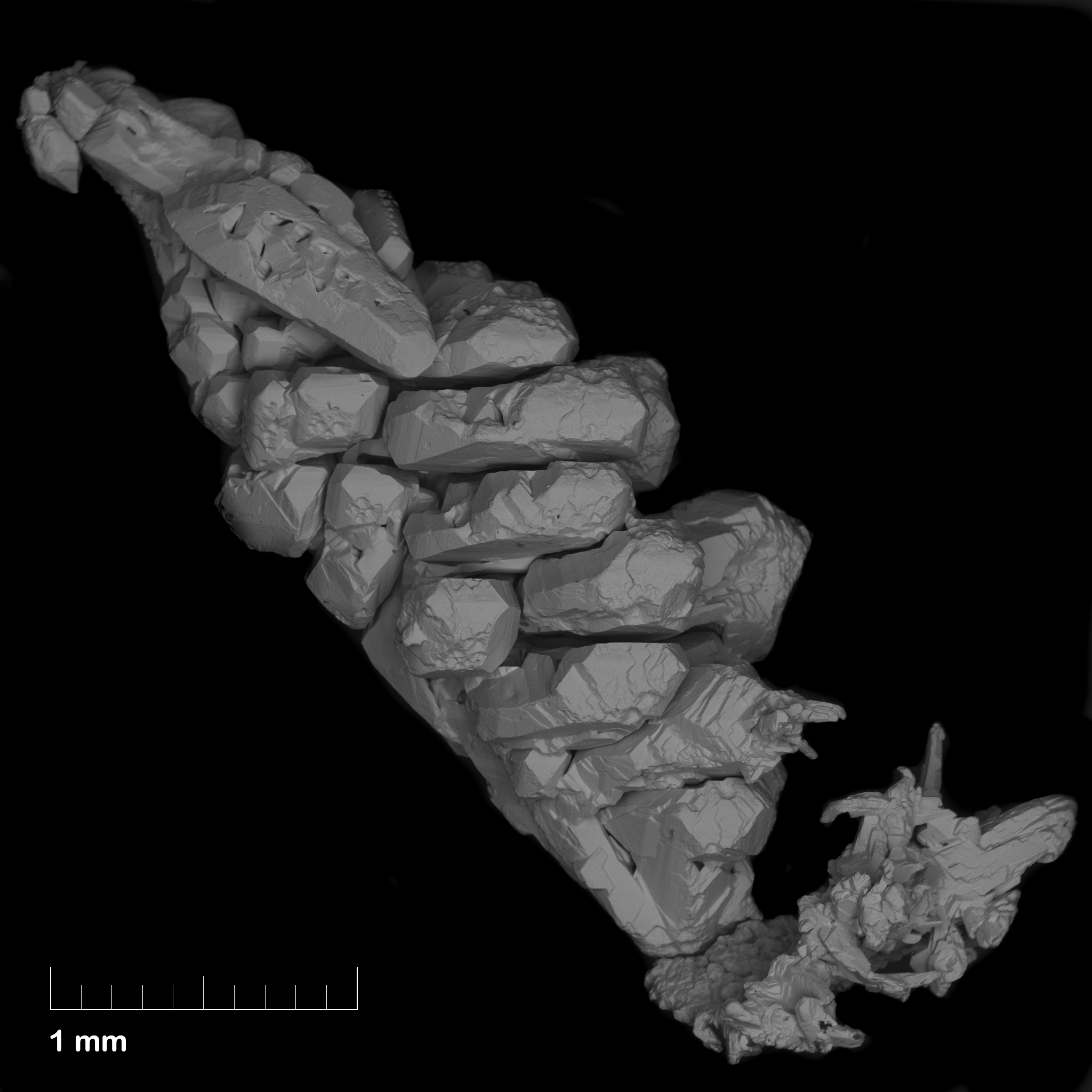
Cristalli di vanadio al microscopio elettronico a scansione.

Il vanadio è l'elemento chimico di numero atomico 23 e il suo simbolo è V. È il primo elemento del gruppo 5 del sistema periodico, facente parte del blocco d, ed è quindi un elemento di transizione. Il vanadio metallico è duro, grigio argenteo,   duttile e malleabile. È raro trovarlo in natura allo stato elementare ma, una volta che venga prodotto dai suoi minerali, la superficie metallica si ricopre di un velo di ossido piuttosto compatto che protegge il metallo sottostante da ulteriore corrosione (passivazione). 

Il vanadio si trova naturalmente in circa 65 minerali diversi e nei depositi di combustibili fossili. Viene prodotto in Cina e in Russia dalle scorie delle fonderie di acciaio; altri paesi lo producono sia dalla polvere di scarico dell'olio pesante o come sottoprodotto dell'estrazione dell'uranio. Si usa soprattutto in metallurgia, per la produzione di leghe di acciaio speciali, come gli acciai per utensili super rapidi. Il più importante composto industriale di vanadio, il pentossido di vanadio, viene usato come catalizzatore per la produzione di acido solforico.
Grandi quantità di ioni di vanadio si trovano in alcuni organismi, probabilmente come tossina. L'ossido e alcuni altri sali di vanadio presentano una tossicità moderata. Particolarmente nell'ambiente marino, il vanadio viene utilizzato in alcune forme di vita come centro attivo di enzimi.

## Storia
I composti del vanadio vennero inizialmente scoperti da Andrés Manuel del Río, un mineralogista spagnolo, a Città del Messico allora nel Vicereame della Nuova Spagna, nel 1801,analizzando un nuovo minerale chiamato "piombo bruno",le cui proprietá ritenne dovute alla presenza di un elemento sconosciuto. Attraverso una serie di esperimenti chimici, notò che il materiale assumeva colorazioni simili a quelle del cromo, lo chiamò quindi paracromo. Successivamente, osservando che riscaldandoli la maggior parte dei suoi sali assumevano colorazione rossa, cambiò nuovamente il nome in eritronio (erythronium dal greco. 
Quattro anni dopo un chimico francese suggerì che l'elemento scoperto da del Río altro non fosse che del cromo impuro, del Río pensò di essersi sbagliato ed accettò l'affermazione.
Nel 1830 il chimico svedese Jöns Jacob Berzelius e il suo allievo Nils Gabriel Sefström riscoprirono il vanadio in un ossido trovato mentre lavoravano su alcuni minerali ferrosi :Sefstrom ne ottenne anche i cloruri e propose il nome "vanadio" per la bellezza e varietá di colori dei suoi composti, in quanto Vanadis (Freia) era la dea della bellezza nella mitologia norrena. Durante lo stesso anno Friedrich Wöhler confermò la validità del precedente lavoro di del Río.
Il vanadio metallico puro fu isolato per la prima volta da Henry Enfield Roscoe nel 1867, che lo ottenne per riduzione del cloruro di vanadio(II) (VCl2) con l'idrogeno

## Caratteristiche

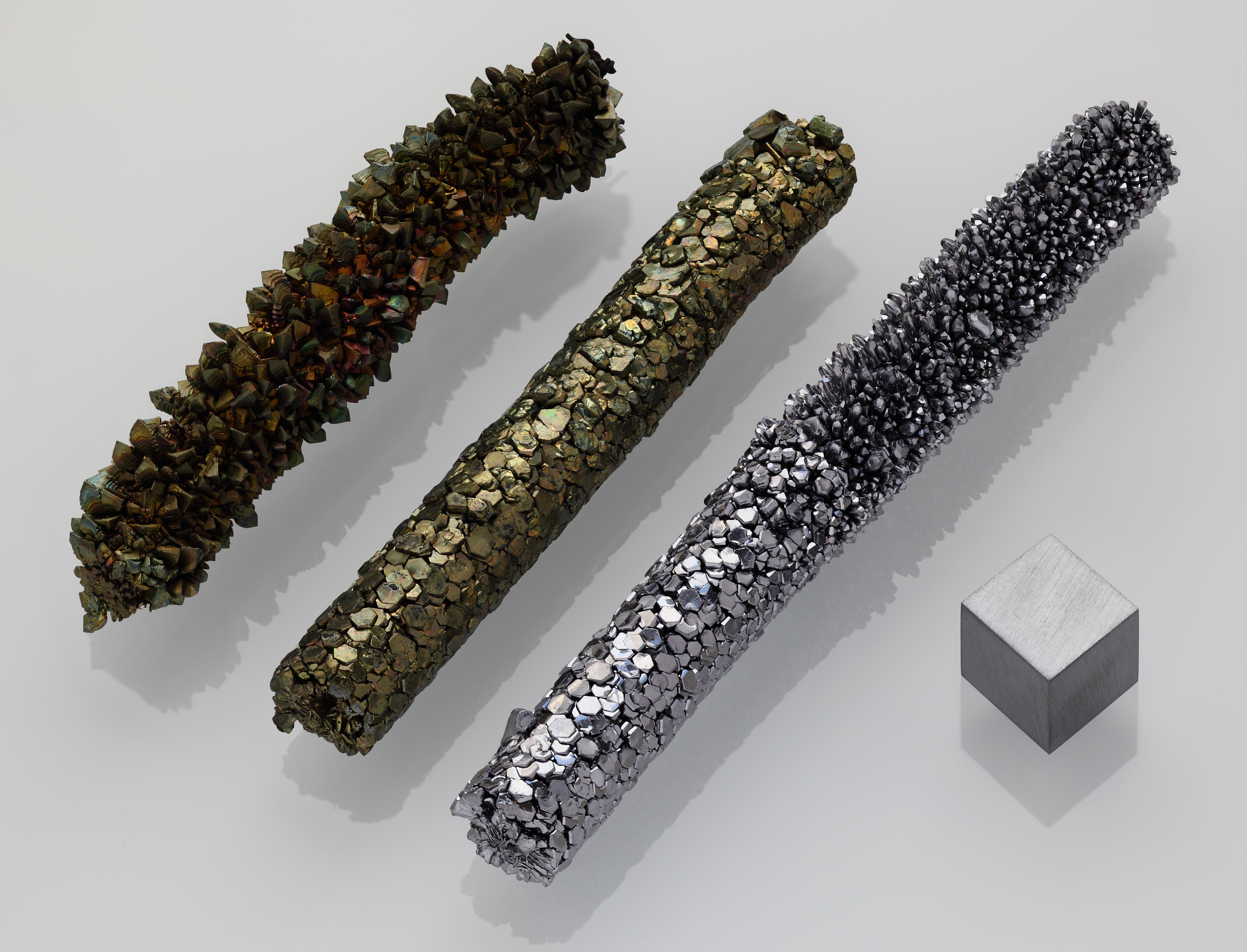
Barra di vanadio, mediante processo van Arkel-de Boer

Il vanadio è presente con abbondanza dello 0,0136% (136 ppm) cioè è il quinto elemento per abbondanza tra gli elementi di transizione (dopo ferro, titanio, manganese e zirconio).
Il vanadio è un metallo bianco lucente, duro e duttile. Ha una buona resistenza alla corrosione da parte degli alcali, dell'acido solforico e dell'acido cloridrico. Esposto all'aria si ossida rapidamente a temperature superiori a 933 K (660 °C), ricoprendosi di una patina superficiale di ossido.
Il vanadio ha una buona consistenza ed una piccola sezione d'urto con i neutroni provenienti dalla fissione nucleare, ciò lo rende adatto per l'impiego in applicazioni legate alla produzione di energia nucleare.
Chimicamente manifesta un comportamento intermedio tra metallo e non-metallo, sia acido che basico.
Gli stati di ossidazione più frequentemente assunti dal vanadio nei suoi composti sono +2, +3, +4 e +5. In un esperimento di laboratorio è possibile osservare colorimetricamente il passaggio del vanadio attraverso questi stati di ossidazione durante la riduzione del vanadato di ammonio NH4VO3 con zinco metallico.
In rari casi il vanadio può assumere anche numero di ossidazione +1.

## Applicazioni
Circa l'80% del vanadio prodotto viene usato come lega ferro-vanadio o come additivo per l'acciaio. Tra gli altri usi rientrano:
- leghe metalliche quali:
  - acciai inossidabili speciali, ad esempio per produrre ferri chirurgici;
  - acciai per utensili ad alta velocità e resistenti alla ruggine (ad esempio chiavi esagonali);
  - mescolato a leghe di alluminio e titanio, usato nei motori jet ed in applicazioni aeronautiche;
- per via della piccola sezione d'urto con i neutroni di fissione, viene impiegato nell'industria nucleare;
- nastri di gallio-vanadio sono contenuti nei magneti superconduttori (175000 G);
- composti di vanadio sono usati come catalizzatori nella produzione dell'anidride maleica, del propilene[2], dell'acido acrilico[3][4][5][6] e dell'acido solforico;
- il pentossido di vanadio (V2O5) è usato nelle ceramiche ed è anche un catalizzatore in alcuni processi industriali;
- è utilizzato anche per i supercondensatori[7], rivestimenti[8] e batteria di flusso redox[9];
- Il vanadato di bismuto è un promettente fotocatalizzatore per la scissione dell'acqua[10] e un elettrocatalizzatore per la produzione di perossido di idrogeno[11].
- il vetro rivestito di diossido di vanadio (VO2) blocca la radiazione infrarossa (ma non la luce visibile) ad alcune specifiche temperature.

## Ruolo biologico
Il vanadio è un componente essenziale di alcuni enzimi, in particolare la vanadio-nitrogenasi, usata da alcuni microorganismi per fissare l'azoto. Il vanadio è presente in alcuni organismi marini – come ascidiacea e tunicati – nelle proteine del loro sangue in concentrazione anche un milione di volte superiore a quella dell'acqua marina circostante: Phallusia mammilata ne ha 1900 ppm e Ascidia nigra arriva addirittura a 14.500 ppm.
Piccole quantità di vanadio sono essenziali anche per i topi ed i polli, in cui una carenza può portare ad una crescita ridotta ed a problemi nella riproduzione.
Dalla sperimentazione su alcuni modelli animali ed umani, la somministrazione di composti di vanadio sembra poter alleviare i sintomi del diabete mellito, similmente all'effetto del cromo, sul metabolismo degli zuccheri. Una larga parte della ricerca è stata dedicata al diabete mellito con lo scopo di trovare un migliore trattamento per questa malattia. In particolare, la ricerca fisiopatologica nei ratti suggerisce che il vanadio potrebbe essere un possibile agente terapeutico grazie alla sua attività sulla secrezione insulinica ed alle sue proprietà insulino-simili a livello periferico. Infatti la dimostrazione che tracce di vanadio posseggano capacità analoghe all'insulina nelle cellule isolate, nei tessuti ed in vivo, ha generato un notevole entusiasmo per il suo potenziale valore terapeutico nel diabete umano.
La letteratura scientifica ha però pubblicato studi volti a delucidare i meccanismi con cui il vanadio esercita i suoi effetti insulino-simili.
Innanzitutto il vanadio come ione metallico (V+3 o V+5) di per sé non rappresenta la specie biologica attiva al riguardo. Lo ione vanadato (VO43-) possiede già effetti biologici dato che è risultato inibire l'attività di alcune fosfo-proteina fosfatasi, in particolare quelle che staccano i gruppi fosfato dai residui di tirosina (fosfotirosin-fosfatasi o PTPs). Il suo effetto riguarda anche la PTP-1B, che è la fosfotirosina fosfatasi che disattiva il recettore insulinico e che sembra funzionare in modo esagerato nel diabete mellito. Ancora più attivo del vanadato è lo ione perossi-vanadato (-O-O-VO2), che inibisce la PTP-1b con meccanismo ossidoriduttivo. Nel sito catalitico dell'enzima, infatti, esiste un residuo di cisteina molto reattivo che è stato provato essere il bersaglio degli anioni del vanadio.
È chiaro che il trattamento con vanadio porta alla correzione di diverse anomalie associate al diabete, nel metabolismo glucidico e lipidico e nell'espressione genica. Comunque, molti di questi effetti insulino-simili in vivo possono essere attribuiti all'osservazione che il potere ipoglicemizzante del vanadio dipende dalla presenza di insulina endogena, mentre il fatto che l'omeostasi metabolica nei modelli animali non sembra essere interessata, testimonia che il vanadio non agisce del tutto indipendentemente in vivo, bensì aumenta la sensibilità dei tessuti a bassi livelli plasmatici d'insulina.
Un'altra considerazione cruciale è la dipendenza dalla dose, poiché gli effetti insulino-simili del vanadio nelle cellule isolate, sono stati spesso provati ad alte concentrazioni, che non sono normalmente raggiunte nel trattamento cronico in vivo, potendo indurre effetti collaterali tossici.
Inoltre il vanadio sembra essere selettivo per specifiche funzioni dell'insulina in alcuni tessuti, mentre non riesce ad influenzarne altre.
Quindi l'obiettivo è quello di verificare l'evidenza che il vanadio sia o meno un agente insulino-simile a basse concentrazioni in vivo. Considerando gli effetti del vanadio sul metabolismo glucidico e su quello lipidico, si può concludere che esso non agisce globalmente, ma in modo selettivo, migliorando piuttosto che imitando gli effetti dell'insulina in vivo.
Alla luce di quanto sopra, le proprietà antidiabetiche dei derivati del vanadio, prospettano una nuova classe di composti con promettenti capacità terapeutiche e favorevoli caratteristiche farmacocinetiche, dovute innanzitutto alla via di somministrazione orale.

## Disponibilità
Il vanadio non si trova mai puro in natura (ad eccezione del fungo Amanita muscaria, che ne contiene in minime dosi). È presente in circa 65 minerali, tra cui la patrónite (VS4), la vanadinite [Pb5(VO4)3Cl] e la carnotite [K2(UO2)2(VO4)2·3H2O].
Il vanadio è anche presente nella bauxite ed in giacimenti di combustibili fossili quali petrolio, carbone e sabbie catramose.
Lo spettro del vanadio è stato anche osservato nella luce del Sole e di alcune altre stelle.
Molto del vanadio metallico prodotto viene ottenuto dalla riduzione del pentossido di vanadio (V2O5) con calcio metallico o, in quantitativi minori, attraverso il processo van Arkel-de Boer.

## Produzione mondiale
| I maggiori produttori di vanadio nel 2019 | I maggiori produttori di vanadio nel 2019 | I maggiori produttori di vanadio nel 2019 |
| Posizione                                 | Paese                                     | Produzione (Mille tonnellate)             |
| ----------------------------------------- | ----------------------------------------- | ----------------------------------------- |
| 1                                         | Cina                                      | 54,00                                     |
| 2                                         | Russia                                    | 18,40                                     |
| 3                                         | Sudafrica                                 | 8,03                                      |
| 4                                         | Brasile                                   | 5,94                                      |
| 5                                         | Stati Uniti                               | 0,46                                      |

## Composti
Il pentossido di vanadio (V2O5), o anidride vanadica nella letteratura non recente, è un solido o polvere gialla che si usa come catalizzatore e come fissante per colori. È estremamente tossico se respirato, ed è anche pericoloso per l'ambiente.
Il solfato di vanadile (VOSO4), detto anche solfato ossido idrato di vanadio(IV), viene usato (ma la sua utilità è controversa) come integratore dietetico per aumentare i livelli di insulina e nel culturismo. Se sia realmente efficace per i culturisti resta comunque da dimostrare; in ogni caso, tale composto è tossico ad alte dosi.
I vanadati, sali ottenuti dall'acido vanadico, sono generalmente molto colorati (per lo più nello spettro cromatico del giallo) e molti trovano impiego come pigmenti per applicazioni vernicianti o dove siano richieste caratteristiche che i pigmenti organici non raggiungono. Il monovanadato di sodio è il più semplice, mentre molto usato è il vanadato di bismuto.
I vanadati sono generalmente tossici, soprattutto quelli più solubili come il vanadato d'ammonio che vengono assorbiti velocemente dall'organismo.

## Isotopi
Il vanadio in natura è costituito da due isotopi, il 51V (99,75%, spin 7/2-), che è l'unico stabile, e il 50V (0,25%, spin 6). Quest'ultimo è debolissimamente radioattivo e decade secondo due modalità: la prima (83% dei casi) consiste in cattura elettronica (ε) ed emissione di positrone (β+) e porta a 50Ti, stabile; la seconda (17% dei casi) è l'emissione β−, che porta a 50Cr; questo isotopo è osservativamente stabile ma, dato che la sua trasformazione a 50Ti (stabile) è esotermica per 1,170 MeV (> 1,022 MeV), si crede che possa decadere verso questo nuclide per doppia cattura elettronica, ma anche per cattura elettronica ed emissione di positrone, cioè, in simboli: εε/εβ+; l'emivita stimata è T½ = 1,3×1018 anni. L'emivita complessiva di questo isotopo (50V) ammonta a 1,4×1017 anni.
Sono stati prodotti artificialmente altri 15 radioisotopi, dei quali i più longevi sono il 49V, che decade per cattura elettronica a 49Ti con emivita di 330 giorni, il 48V che decade per cattura elettronica ed emissione di positrone (β+) con emivita di 15,9735 giorni, portando a 48Ti, stabile e il 52V, che decade per emissione β− con emivita di 3,743 minuti, portando a 52Cr, stabile.
Tutti gli altri isotopi hanno emivite di meno di un'ora, e anzi la maggioranza non raggiunge i 10 secondi.
Gli isotopi noti di vanadio vanno in numero di massa da A =43 (43V) ad A = 49 (49V). Il modo di decadimento più frequente prima dell'isotopo 50V è la cattura elettronica, esclusiva o accompagnata da emissione di positrone, che produce isotopi del titanio; il modo di decadimento più frequente dopo l'isotopo 51V è il decadimento beta, che produce isotopi di cromo.

## Precauzioni
Il vanadio in polvere è infiammabile e tutti i suoi composti sono considerati altamente tossici, causa di cancro alle vie respiratorie quando vengono inalati. Il più pericoloso è il pentossido di vanadio.
L'OSHA (l'ente statunitense per la sicurezza sul lavoro) ha fissato un limite di esposizione TLV-TWA di 0,05 mg/m³ per il pentossido di vanadio in polvere e di 0,1 mg/m³ per i vapori del medesimo.
Un limite di 35 mg/m³ di composti di vanadio è considerato critico; non va mai superato in quanto è alta la probabilità che causi danni permanenti o la morte.